# Brasserie du Flo
 (avril 2021).
Si vous disposez d'ouvrages ou d'articles de référence ou si vous connaissez des sites web de qualité traitant du thème abordé ici, merci de compléter l'article en donnant les références utiles à sa vérifiabilité et en les liant à la section « Notes et références ».
L'ASBL Brasserie artisanale et didactique du Flo est une brasserie belge établie à Blehen (Hannut) en province de Liège.

## Historique
La Confrérie de Saint-Antoine a sa propre bière depuis 1978 (la Cuvée Saint-Antoine Brune). La bière était d'abord brassée pendant des années à la brasserie du Bocq, ensuite le brassage fut confié à la brasserie Van Steenberge. En décembre 2002, la confrérie fonde sa propre petite brasserie dans l'ancienne commune de Blehen. L'ASBL se constitue grâce à des subventions accordés par la Région wallonne. Le nom de la brasserie se réfère à au lieu-dit au Flo, qui désigne un endroit marécageux. Didier Cornet (brasseur à la brasserie La Fourmilière et l'ancienne brasserie d'Oleye) est recruté en tant que maître-brasseur. La brasserie produit 500 litres de bière par brassin. L'ASBL, via ses visites, a également une fonction éducative.

## Bières
- Cuvée St. Antoine
- Cuvée du Flo
  - Ambrée, bière légère avec une teneur en alcool de 8,5 %
  - Blonde, blonde avec une teneur en alcool de 8 %
  - Brune, bière brune avec une teneur en alcool de 9 %
  - Fruits, bière blonde avec une teneur en alcool de 6,5 %
  - Miel, miel bière ambrée avec une teneur en alcool de 8,5 %

De décembre 2013 à août 2014, la brasserie du Flo a produit aussi pour la brasserie Gibert à Nandrin les bières suivantes :
- Namber1
- Saison d'Adeline
- Max 25